# Nicolai Portelli
Nicolai Portelli (* 17. Dezember 1981) ist ein maltesischer Leichtathlet, der hauptsächlich im 200- und 400-Meter-Lauf antritt.
Er nahm an den Olympischen Spielen 2008 in Peking und an den Leichtathletik-Weltmeisterschaften 2009 in Berlin teil, wo er über 200 m jeweils in den Vorläufen ausschied.
Im Juni 2003 stellte Portelli zwei Maltesische Landesrekorde auf. Er lief die 400 m in 48,14 s und mit der 4-mal-400-Meter-Staffel 3:16,18 min.
Nicolai Portelli ist 1,76 m groß und hat ein Wettkampfgewicht von 64 kg. Er startet für die AS Libertas.

## Persönliche Bestleistungen
- 100 m: 10,79 s, 2. Juni 2009, Nikosia
- 200 m: 21,63 s, 6. Juni 2009, Nikosia
- 400 m: 48,14 s, 5. Juni 2003, Marsa